# Erythrodiplax castanea
Erythrodiplax castanea is een libellensoort uit de familie van de korenbouten (Libellulidae), onderorde echte libellen (Anisoptera).
De wetenschappelijke naam Erythrodiplax castanea is voor het eerst geldig gepubliceerd in 1839 door Burmeister.